# 劉瑞芬
劉 瑞芬（りゅう ずいふん、Liú Ruìfēn、1827年 - 1892年）、字は芝田。清の官僚・外交官。
安徽省貴池出身。1862年、李鴻章の淮軍に参加し、兵器の輸送を担当した。1876年、両淮塩運使となり、その後江西按察使・江西布政使を歴任した。1885年、駐英公使・駐露公使となった。その後、駐英公使・駐仏公使・駐伊公使・駐ベルギー公使に改められた。
ロシアが漠河の金鉱の権益を希望した時はただちに総理各国事務衙門に先に開発を進めるように意見を送っている。イギリスがミャンマーを征服してミャンマーからの朝貢が廃止されると、イギリスと交渉して旧に復させた。またイギリスがチベットに軍を進めた時も交渉にあたった。
劉瑞芬は外交に長く携わり、朝鮮の問題にも意見を持っていた。「上策は朝鮮を併合して省を設置すること、次善の策はイギリス・アメリカと共同で管理に当たることで、強国の独占を防ぎ、辺境を固めること」と主張したが、議論されることはなかった。
1889年、広東巡撫に任命された。1892年、在任中に死去。